# Leie

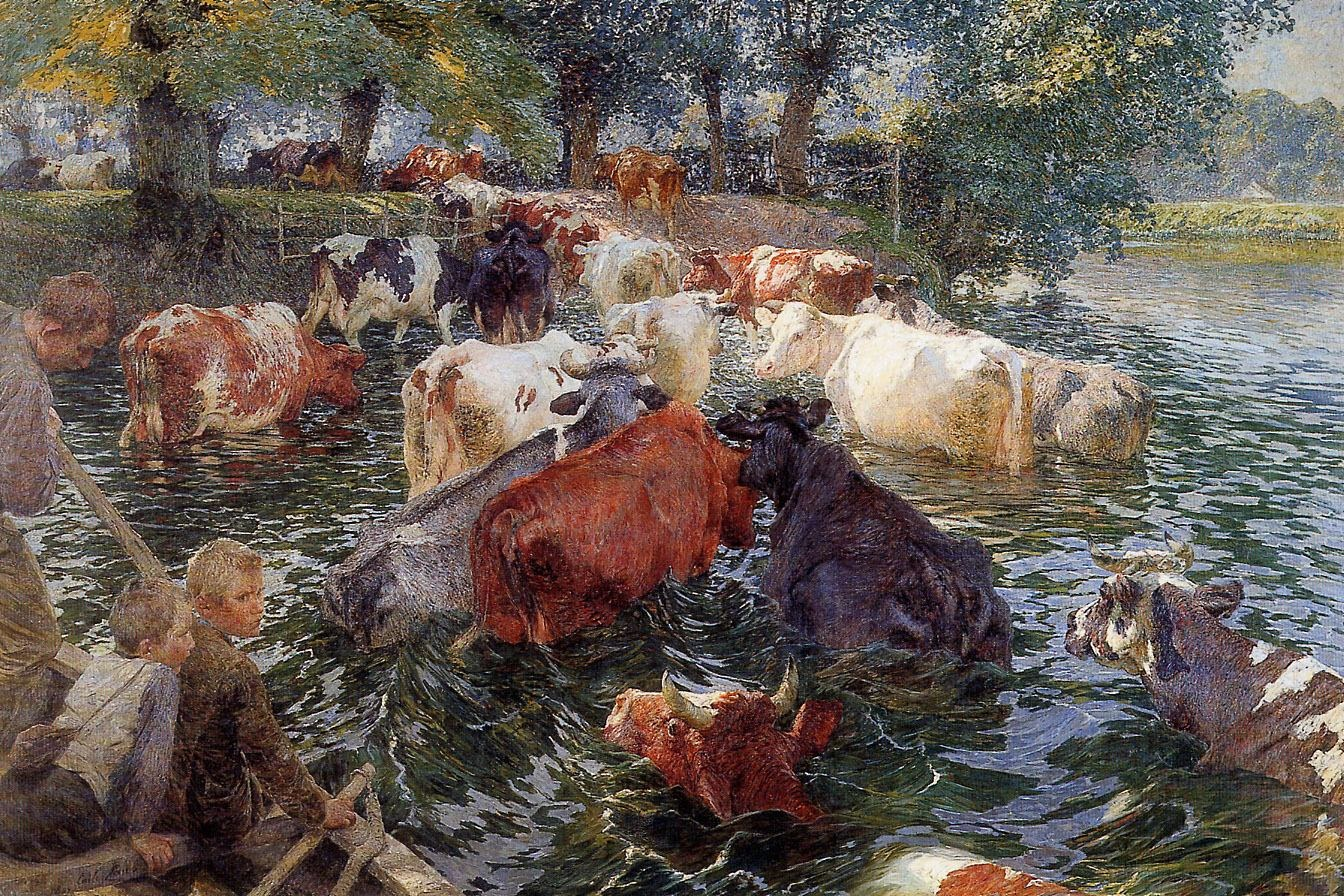
Émile Claus: Tehenek kelnek át a Lys folyón

A Leie (francia nyelven Lys) folyó Franciaországban, Pas-de-Calais megyében ered és Belgiumban, Flandriában, Gent városában ömlik a Schelde folyóba annak baloldaláról. A körülbelül 200 kilométer hosszú folyó forrása Lisbourgban van 115 méter tengerszint feletti magasságban. A Leie mintegy 26 km-en át belga-francia határfolyó Armentières és Menen között. A folyót a középkor óta használják szállításra.
A Leie forrása Lisbourgban tipikus artézi forrás. 1984. februárjában természetes földmozgás következtében a forrás vize elhagyta történelmi helyét, és egy önkormányzati út alól tört fel, néhány tíz centiméter magas gejzírként. 
A folyó vízgyűjtó területe 4727 km², amiből körülbelül 2900 km² Franciaországban, 1825 km² Belgiumban terül el. Sint-Eloois-Vijve belgiumi falutól Gentig a térszín ereszkedése nagyon csekély, ezért a folyó meandereket formált.

## Etimológia
Első említése 694-ből ismeretes a latin Legia formában. neve minden bizonnyal az indoeurópai, folyóvizet jelentő leg szótőből ered.

## Gazdasági jelentősége
A Leie az utolsó eljegesedés után hatalmas területen rakta le hordalékát és csekély eséssel halad, számos kanyarulattal és sok mocsarat táplálva. 
Környéke már a történelem előtti időkben lakott volt, és a kora középkor óta igyekezett az ember szabályozni a folyását mezőgazdasági területek kialakítása, majd a vízi közlekedés érdekében. Az idők folyamán számtalan alkalommal módosították medrét, csatornákat ástak. A folyó szabályozása a 21. században is folytatódó tevékenység. 2015-ben adták át a Kortrijk városa melletti elkerülő csatornát, amely egyelőre 1350 tonnás, később akár 3000 tonnás konténerszállító hajók számára is lehetővé teszi a közlekedést, három réteg konténerrel.
A Leie vizét a középkorban iparszerűen alkalmazták a len áztatására. A folyó vize mészben és vasban szegény, ezért kiválóan alkalmas erre a célra. A kiáztatott lent a folyó partján szárították. A lenáztatás sárgásra festette a vizet, ezért „Arany folyónak” is becézték. 1943-ban az ebből eredő környezeti károk leküzdése érdekében teljesen betiltották magában a Leieben vagy a vízgyűjtőjén a len áztatását.

## Hidroökológia
A Leie völgye páneurópai jelentőségű biológiai folyosó, és különösen a madarak és a vízi élőlények vonulása szempontjából kiemelt fontosságú.
A víz, a partok és az üledékek minősége az 1970–1990-es években sokat romlott. Azóta jelentős erőfeszítések történtek a víz minőségének javítására, a lebegő és szennyezőanyagok (különösen a foszfor) bejutásának korlátozására. A folyó mentén több természetvédelmi területet alakítottak ki.
A halállomány sokat javult, 2005-ben már 19 halfajt regisztráltak, de az európai angolna állományának védelmére további erőfeszítések szükségesek.
A folyó környékének jellegzetes növénye sárga nőszirom, amit a kora középkorban Armentières akkori ura a címerébe vett. A francia király címerének eredetére vonatkozó legelfogadottabb elmélet szerint később a király is átvette hűbérese címeréből ezt a virágot, ami így vált Franciaország egyik jelképévé, a francia „liliommá”.

### A művészetekben
- Alexandre Dumas A három testőr című regényében a kivégzett kalandornő, Milady de Winter testét a Leie folyóba vetik Armentières közelében.
- Émile Claus belga festőművész munkásságában nagy szerepet játszottak a folyóról alkotott képei, ezért a Leie festőjének is nevezték.

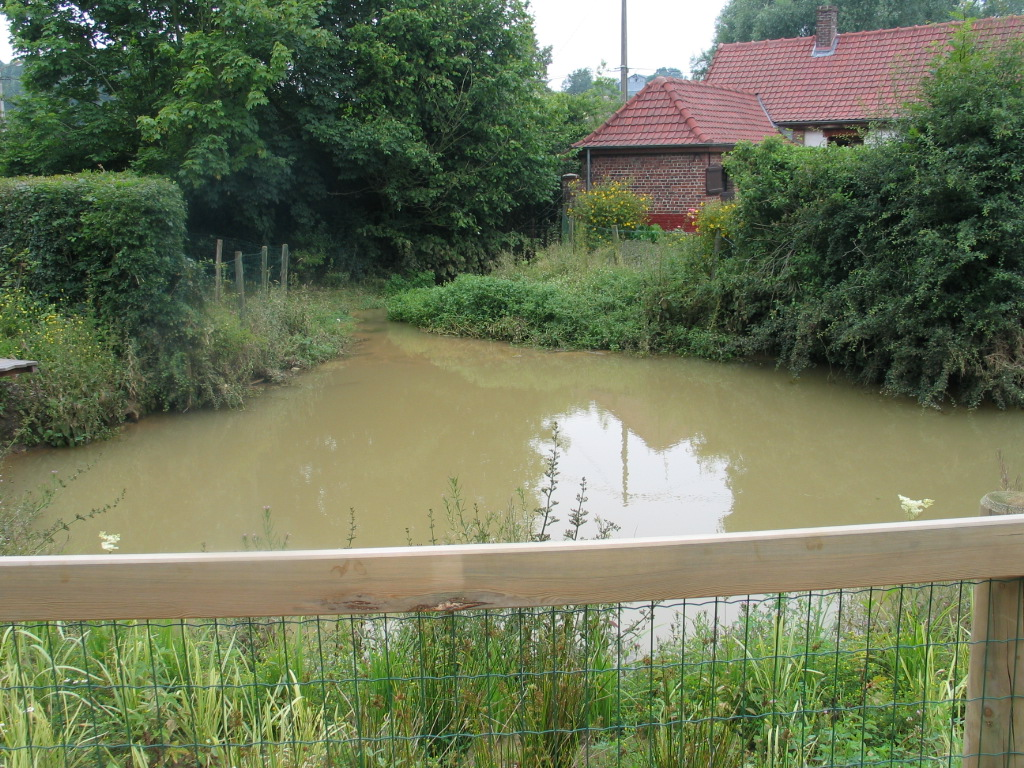
Forrása Lisbourgban
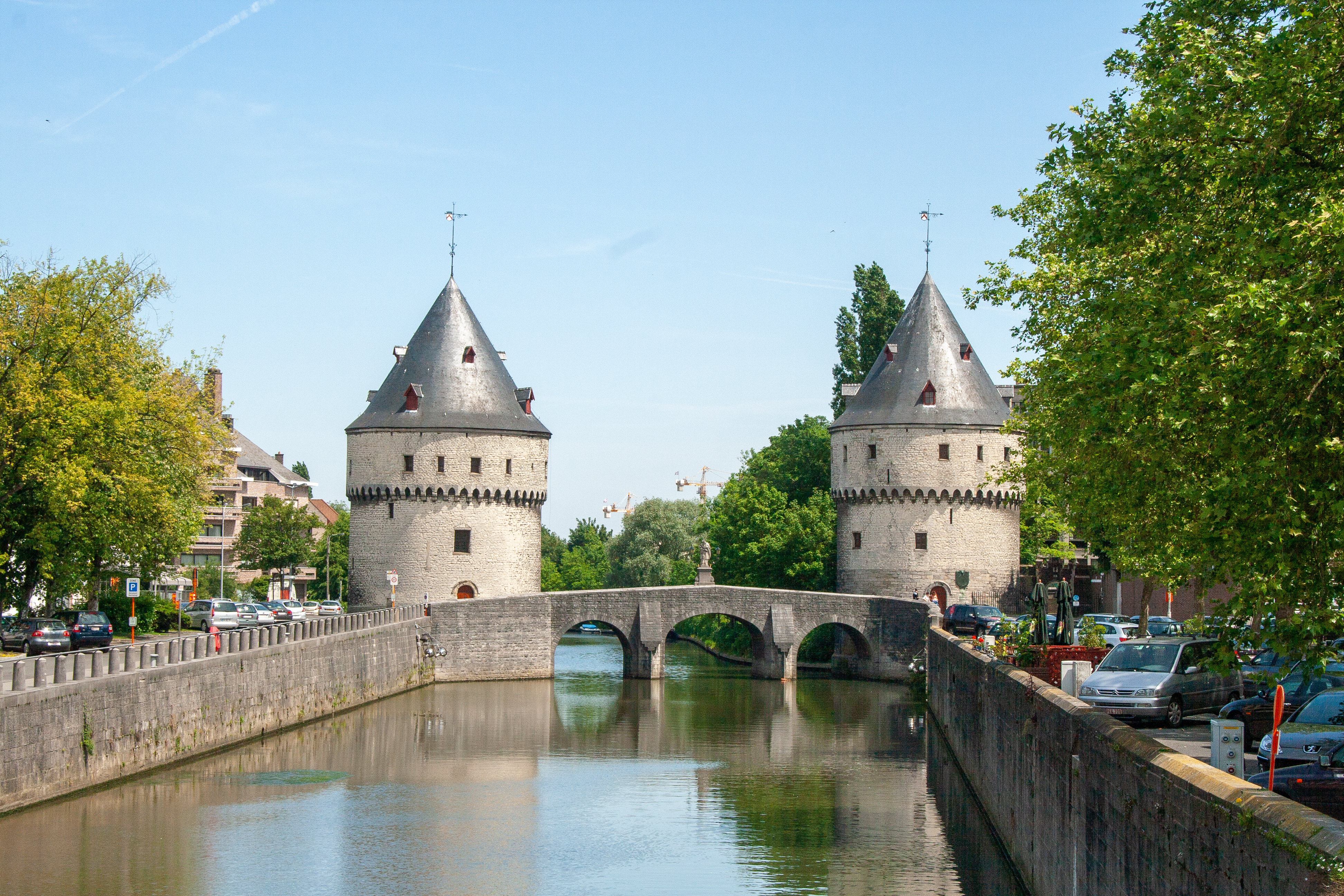
A Leie Kortrijk városában
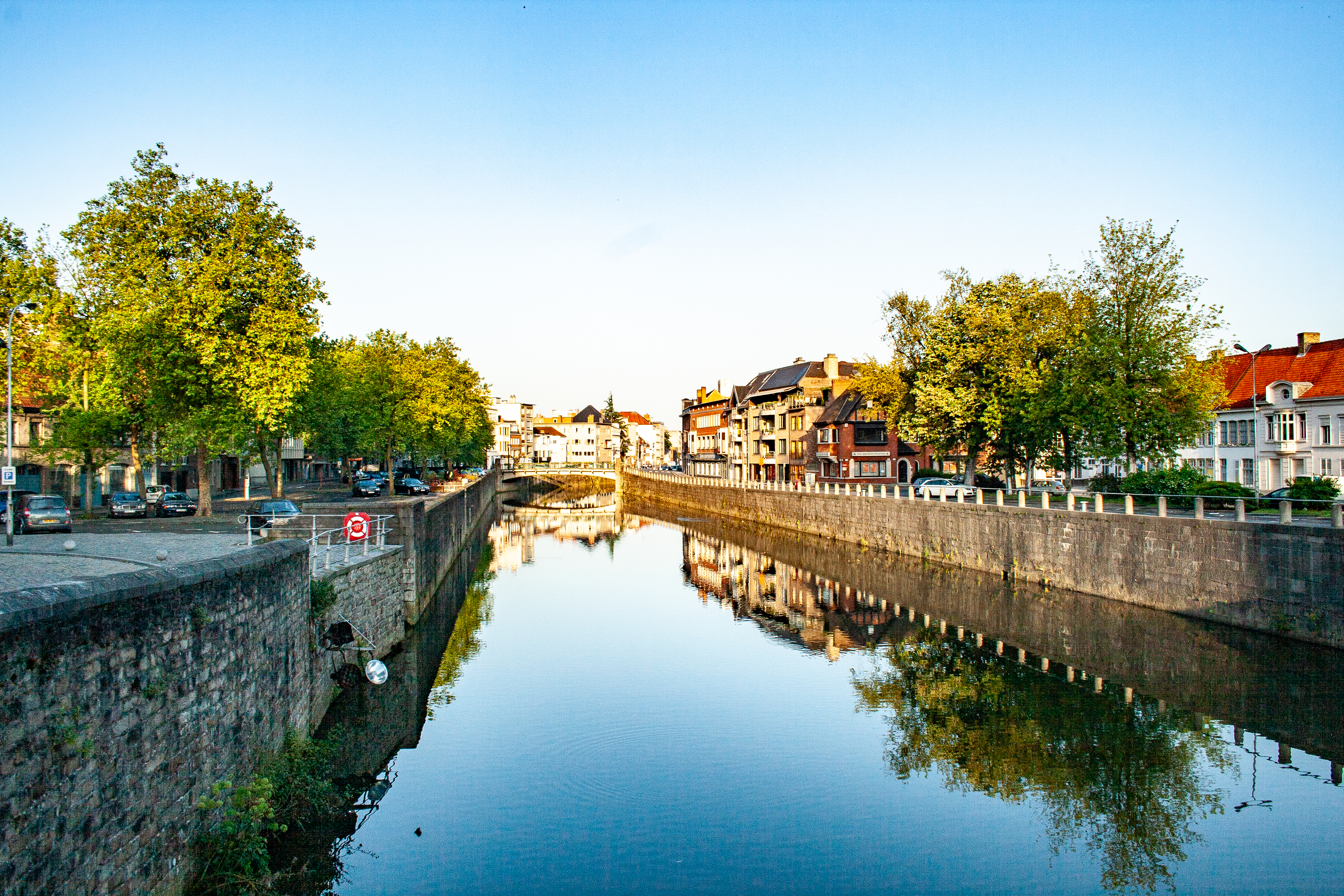
Kortrijk
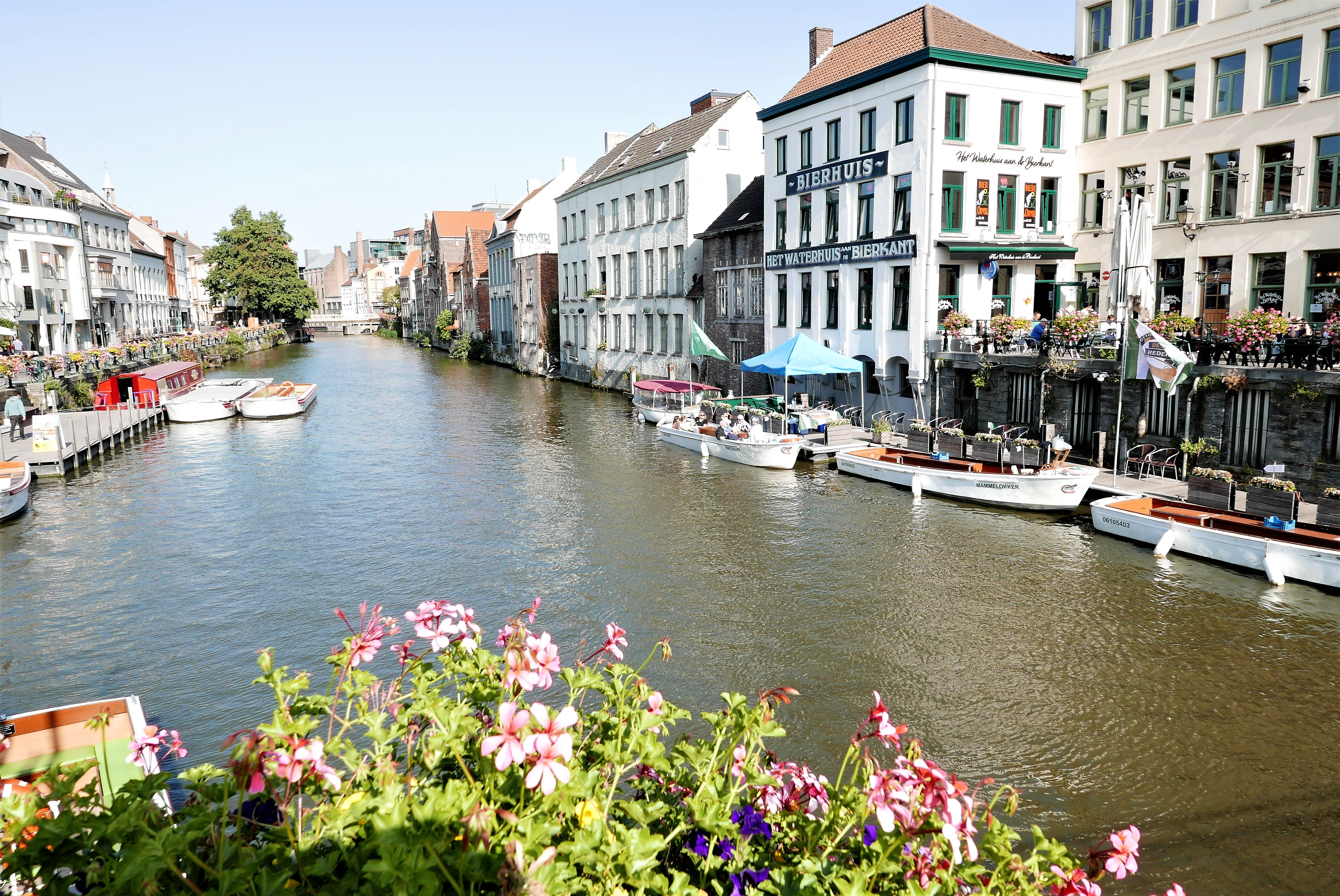
A Leie Gentben

## Fordítás
- Ez a szócikk részben vagy egészben  a   Leie (rivier) című holland Wikipédia-szócikk ezen változatának fordításán alapul.  Az eredeti cikk szerkesztőit annak laptörténete sorolja fel. Ez a jelzés csupán a megfogalmazás eredetét és a szerzői jogokat jelzi, nem szolgál a cikkben szereplő információk forrásmegjelöléseként.
- Ez a szócikk részben vagy egészben  a   Lys (affluent de l'Escaut) című francia Wikipédia-szócikk ezen változatának fordításán alapul.  Az eredeti cikk szerkesztőit annak laptörténete sorolja fel. Ez a jelzés csupán a megfogalmazás eredetét és a szerzői jogokat jelzi, nem szolgál a cikkben szereplő információk forrásmegjelöléseként.